# Jeremy Quin
Pour les articles homonymes, voir Quin.
Jeremy Mark Quin (né le 24 septembre 1968) est un homme politique du Parti conservateur britannique qui est député de Horsham de 2015 à 2024. Il est Ministre du Bureau du Cabinet du 25 octobre 2022 au 13 novembre 2023 dans le gouvernement Sunak.

## Jeunesse
Il fait ses études à l'école St Albans, dans le Hertfordshire, avant de monter au Hertford College, à Oxford. 
Il se présente pour la première fois comme candidat conservateur à Meirionnydd Nant Conwy aux Élections générales britanniques de 1997, obtenant 3 922 voix (16%) des suffrages exprimés, se classant troisième derrière les candidats travailliste et Plaid Cymru. Il est présélectionné comme candidat potentiel du Parti conservateur dans South Suffolk, Bexhill et Battle et Fareham à différentes élections. De 2010 à 2013, il est président de la Buckingham Conservative Association. 

## Carrière parlementaire
Il est choisi comme candidat du Parti conservateur à Horsham lors des Élections générales de 2015, après l'annonce du retrait du parlementaire conservateur sortant, Francis Maude. Il a toujours voté contre l'adhésion du Royaume-Uni à l'UE.
Sous Theresa May, il est nommé lord commissaire du Trésor. Le 28 juillet 2019, il est promu contrôleur de la Maison par Boris Johnson. Il est Ministre des Marchés publics de la défense du 13 février 2020 au 7 septembre 2022 puis Ministre d'État au Crime, à la Police et aux Incendies du 7 septembre au 25 octobre 2022 dans le gouvernement Truss et Ministre du Bureau du Cabinet du 25 octobre 2022 au 13 novembre dans le gouvernement Sunak.